# Emoia maculata
Emoia maculata — вид сцинкоподібних ящірок родини сцинкових (Scincidae). Ендемік Соломонових Островів.

## Поширення і екологія
Emoia maculata мешкають на островах Макіра, Олу-Малау, Угі, Оварікі і Овараха в архіпелазі Соломонових островів. Вони живуть у вологих рівнинних тропічних лісах, трапляються в садах. Зустрічаються на висоті до 600 м над рівнем моря. Ведуть активний, напівдеревний спосіб життя.